# Armand Migiani
Armand Migiani (* 22. Januar 1919 in Monte Grimano; † 28. Oktober 2008 in Précy) war ein französischer Jazzmusiker (Baritonsaxophon) und Arrangeur, der sich ab den 1960er-Jahren zumeist als Unterhaltungsmusiker und auch als Filmkomponist betätigte.

## Wirken
Migiani spielte während in Paris während der Zeit der Besetzung durch die deutsche Wehrmacht in der Band von Aimé Barelli, mit dem um 1943 erste Aufnahmen für Pathé entstanden. Nach der Befreiung von Paris und in der Nachkriegszeit spielte er in Barellis Orchester mit Django Reinhardt („Yesterdays“, 1952), ab 1954 auch mit Bobby Jaspar, André Hodeir, Christian Chevallier, Chet Baker, Claude Bolling, Martial Solal, Bill Coleman und mit Kenny Clarke (Kenny Clarke's sextet plays André Hodeir). 1956 nahm Migiani erstmals unter eigenem Namen mehrere Titel für Polydor auf; in seiner Studioband spielten Christian Bellest, Roger Guerin, Charles Verstraete, William Boucaya, Georges Grenu, Maurice Vander, Pierre Michelot und Roger Paraboschi. In den späten 1950er-Jahren gehörte er den Formation Le Jazz Groupe de Paris von André Hodeir an; ferner arbeitete er bei Michel Legrand. In den 1960er- und 1970er-Jahren spielte er weiterhin in den Orchestern von Bolling, Legrand, Hodeir und Chevallier; daneben nahm er mit eigenen Studioformationen Unterhaltungsmusik auf. Der Diskograf Tom Lord listet Migiani zwischen 1943 und 1975 bei 59 Aufnahmesessions.
Ab Mitte der 1950er-Jahre begleitete Migiani für Plattenaufnahmen als Armand Migiani et son Orchestre verschiedene Pop- und Schlagersänger- und innen wie Paule Dejardins („Il est là“), Marcel Amont, Maria Candido („1, 2, 3 amoureux“), Bob Martin, Janique Aimée, Johnny Hallyday (Les Chevaliers Du Ciel/Jet - Jerk, 1967), Simone Real („Mon amant de Saint-Jean“), Annie Cordy/Luis Mariano („Les moustiques“) und Jacques Verrières. Auch legte er Soloaufnahmen unter dem Pseudonym Billy’s Sax vor. In späteren Jahren betätigte Migiani sich außerdem als Filmkomponist und Orchesterleiter, u. a. für Spielfilme wie Zwei ebenbürtige Ganoven (1968, Regie Claude Guillemot), Quatre hommes aux poings nus (1970, Regie Robert Topart) und Der tollkühne Lügenbaron - Münchhausen und seine listigen Streiche (1979, Regie Jean Image) sowie für TV-Serien wie Es war einmal … das Leben.

## Diskographische Hinweise
- Armand Migiani / Jean Claudric / Jacques Loussier: In the Mood (RCA Victor, 1961)
- Armand Migiani / Tom Perkins: Twistez le Madison(RCA Victor, 1963)
- Migiani Grand Orchestre: Bravo Aznavour (RCA Victor, 1963)
- Armand Migiani / Renaldo Cerri: Variances (CAM, 1975)